# Гострячка висхідна
Гострячка висхідна (Lophozia ascendens) — вид печіночників порядку юнгерманіальних (Jungermanniales).

## Поширення
Батьківщиною є Європа, Азія, Північна Америка.